# 1680
| [ Edytuj tabelę ]              | |
| Król Polski                    | - 1674 Jan III Sobieski 1696 |
| Współksiążęta Andory           | - 1670 Pere de Copons i de Teixidor 1681 - 1643 Ludwik XIV 1715                                                                                  |
| Król Anglii i Szkocji          | - 1660 Karol II 1685 |
| Elektor Bawarii                | - 1679 Maksymilian II Emanuel 1726 |
| Elektor Brandenburgii          | - 1640 Fryderyk Wilhelm 1688 |
| Sułtan Brunei                  | - 1673 Muhyiddin 1690 |
| Cesarz Chin                    | - 1661 Kangxi 1722 |
| Król Czech                     | - 1657 Leopold I Habsburg 1705 |
| Król Danii                     | - 1670 Chrystian V 1699 |
| Dalajlama                      | - 1617 Lobsang Gjaco 1682 |
| Cesarz Etiopii                 | - 1667 Jan I 1682 |
| Król Francji                   | - 1643 Ludwik XIV 1715 |
| Król Hiszpanii                 | - 1665 Karol II 1700 |
| Landgraf Hesji-Kassel          | - 1670 Karol I Heski 1730 |
| Stadhouder Holandii            | - 1672 Wilhelm III Orański 1702 |
| Szach Iranu                    | - 1666 Safi II 1694 |
| Państwo Wielkich Mogołów       | - 1658 Aurangzeb 1707 |
| Król Irlandii                  | - 1660 Karol II Stuart 1685 |
| Cesarz Japonii                 | - 1663 Reigen 1687 |
| Kalif                          | - 1648 Mehmed IV 1687 |
| Patriarcha Konstantynopola     | - 1679 Jakub 1682 |
| Władca Korei                   | - 1674 Sukjong 1720 |
| Książę Kurlandii i Semigalii   | - 1642 Jakub Kettler 1682 |
| Książę Liechtensteinu          | - 1627 Karol Euzebiusz 1684 |
| Sułtan Maroka                  | - 1672 Maulaj Isma’il 1727 |
| Książę Monako                  | - 1662 Ludwik I 1702 |
| Król Nawarry                   | - 1643 Ludwik XIV 1710 |
| Król Norwegii                  | - 1670 Chrystian V 1699 |
| Sułtan Omanu                   | - 1649 Sultan I ibn Sajf 1688 |
| Elektor Palatynatu             | - 1648 Karol I Ludwik 1680 - 1680 Karol II 1685                                                                                                  |
| Papież                         | - 1676 Innocenty XI 1689 |
| Książę Parmy i Piacenzy        | - 1646 Ranuccio II 1694 |
| Król Portugalii                | - 1656 Alfons VI 1683 |
| Książę w Prusach               | - 1640 Fryderyk Wilhelm Wielki Elektor 1688 |
| Car Rosji                      | - 1676 Fiodor III 1682 |
| Cesarz Rzymski (niemiecki)     | - 1658 Leopold I Habsburg 1705 |
| Kapitanowie Regenci San Marino | - 1679 Carlo Tosini Lorenzo Giangi 1680 - 1680 Alessandro Belluzzi Giambattista Fattori 1680 - 1680 Giambattista Tosini Melchiorre Martelli 1681 |
| Elektor Saksonii               | - 1656 Jan Jerzy II Wettyn 1680 - 1680 Jan Jerzy III Wettyn 1691                                                                                 |
| Król Szwecji                   | - 1660 Karol XI 1697 |
| Król Tajlandii                 | - 1656 Narai 1688 |
| Sułtan Turków                  | - 1648 Mehmed IV 1687 |
| Doża Wenecji                   | - 1676 Alvise Contarini 1683 |
| Król Węgier                    | - 1655 Leopold I 1705 |
| Książęta Wirtembergii          | - 1677 Eberhard Ludwik 1733 |

Rok 1680 / MDCLXXX
stulecia: XVI wiek ~
XVII wiek ~
XVIII wiek

lata: 1670 «
1675 «
1676 «
1677 «
1678 «
1679 «
1680
» 1681
» 1682
» 1683
» 1684
» 1685
» 1690

## Wydarzenia w Polsce
- 24 stycznia – odbyło się zwołane przez króla Jana III Sobieskiego tzw. colloquium lubelskie, którego celem miało być pojednanie wyznawców prawosławia i unitów. Przygotowano projekt ugody pomiędzy oboma wyznaniami, do której nie doszło z powodu protestu prawosławnych (zwłaszcza bractw cerkiewnych, m.in. ze Lwowa), którzy nie chcieli brać udziału w zgromadzeniu zwołanym bez wiedzy patriarchy Konstantynopola. W efekcie colloquium przyniosło latynizację Kościoła unickiego w Rzeczypospolitej, czyli dostosowanie liturgii i sztuki cerkiewnej do liturgii Kościoła rzymskokatolickiego.
- 23 maja – Kraków: spłonęła wieża ratuszowa, od uderzenia pioruna. Odbudowywano ją w latach 1683–1686, twórcą nowego hełmu był budowniczy królewski Piotr Beber.
- – przybył na ziemie polskie zakon żebraczy kapucynów[1].

## Wydarzenia na świecie
- 24 sierpnia – Ludwik XIV założył Comédie-Française.

## Urodzili się
- 23 kwietnia – Anna Canalis di Cumiana, włoska szlachcianka (zm. 1769)
- 16 maja – Krzysztof Jan Szembek, polski duchowny katolicki, biskup przemyski (zm. 1740)
- 3 września – Piotr Sans i Yordà, hiszpański dominikanin, misjonarz, biskup, męczennik, święty katolicki (zm. 1747)
- 13 października – Katarzyna Opalińska, żona Stanisława Leszczyńskiego, królowa Polski, księżna Lotaryngii i Baru (zm. 1747)
- 17 października – Anna Konstancja Cosel, żona Adolfa Magnusa Hoyma, metresa Augusta II Mocnego (zm. 1765)
- 26 grudnia – Jan Szczepan Kurdwanowski, polsko-francuski oficer, fizyk, encyklopedysta (zm. 1780)

## Zmarli
- 17 kwietnia – Kateri Tekakwitha, Indianka, święta katolicka (ur. 1656)
- 19 sierpnia – Jean Eudes, francuski duchowny katolicki, założyciel eudystów, święty (ur. 1601)
- 11 września – Go-Mizunoo, cesarz Japonii (ur. 1596)
- 27 listopada – Athanasius Kircher, niemiecki teolog i jezuita, wynalazca i konstruktor, znawca języków orientalnych (ur. 1602)
- 4 grudnia – Thomas Bartholin, duński naukowiec (ur. 1616)
- 29 grudnia – William Howard, 1. wicehrabia Stafford, męczennik, błogosławiony katolicki (ur. 1614)

- data dzienna nieznana: 
  - Stanisław Sarnowski, polski duchowny katolicki, biskup przemyski

## Święta ruchome
- Tłusty czwartek: 29 lutego
- Ostatki: 5 marca
- Popielec: 6 marca
- Niedziela Palmowa: 14 kwietnia
- Wielki Czwartek: 18 kwietnia
- Wielki Piątek: 19 kwietnia
- Wielka Sobota: 20 kwietnia
- Wielkanoc: 21 kwietnia
- Poniedziałek Wielkanocny: 22 kwietnia
- Wniebowstąpienie Pańskie: 30 maja
- Zesłanie Ducha Świętego: 9 czerwca
- Boże Ciało: 20 czerwca